# ماري لويز كيلي
ماري لويز كيلي (بالإنجليزية: Mary Louise Kelly) هي مراسلة وصحفية أمريكية، ولدت في 27 مارس 1971 في آوغسبورغ في ألمانيا.